# Cristian-Tudor Băcanu
Cristian-Tudor Băcanu (n. 28 mai 1984, Iași, România) este  deputat român, ales în 2020 din partea PNL, în Circumscripția 42 București. Este vicepreședinte al Partidului Național Liberal.   

## Biografie
Este de profesie avocat, licențiat al Univesității ”Alexandru Ioan Cuza” din Iași și absolvent al Colegiului Național ”Garabet Ibrăileanu” din Iași. Deține un Executive MPA la ”Hertie School”, Berlin. 
S-a alăturat Partidului Național Liberal ca urmare a protestelor împotriva guvernării Dragnea, participând la multe dintre acestea. A fost ales vicepreședinte al partidului la Congresul PNL din septembrie 2021.  
În perioada noiembrie 2019 - decembrie 2020 a fost Secretar de Stat în cadrul Ministerului Justiției. 
Este un politician de centru-dreapta, promotor al statului de drept și integrării euro-atlantice a României. În septembrie 2020, acesta a candidat la alegerile locale din sectorul 5, București, din partea Partidului Național Liberal, pe o platformă axată pe dezvoltarea infrastructurii, atragerea proiectelor finanțate din fonduri europene și cooperarea cu mediul de afaceri, transparentizare.  

## Activitatea politică
Deputatul Cristian Băcanu este membru al Comisiei juridice, de disciplină și imunități, precum și al Comisiei pentru tehnologia informației și comunicațiilor.  
Este vicepreședintele Comisiei speciale comune a Camerei Deputaților și Senatului pentru combaterea traficului de persoane.  
Este președintele Grupului parlamentar de prietenie cu Germania. Face parte din Grupul PRO-America din Parlamentul României.
De asemenea, activează la nivelul grupurilor parlamentare cu Regatul Unit al Marii Britanii și Irlandei de Nord, Republica Coreeană, Republica Slovacă, Republica Chile.
Face parte din delegația Parlamentului României la Adunarea Parlamentară a NATO, fiind membru supleant. 
Ca deputat, depus până în prezent mai multe propuneri legislative, dintre care: 
- Propunere legislativă pentru modificare Ordonanței de Urgență nr.56/2007 privind încadrarea în muncă și detașarea străinilor pe teritoriul României (2023)
- Legea privind instituirea Schemei de Certificare Voluntară „De Origine România - DOR” (Legea 418/2023)
- Proiect de Lege pentru modificarea și completarea unor acte normative în scopul creșterii incluziunii financiare (Legea 406/2023)
- Proiect de Lege privind schimbul de date între sisteme informatice și crearea Platformei Naționale de Interoperabilitate (2022)
- Propunere legislativă pentru modificarea și completarea Legii nr. 47/1992 privind organizarea și funcționarea Curții Constituționale (1.02.2021)
- Propunere legislativă pentru modificarea și completarea art.54 din Legea nr.304/2004 privind organizarea judiciară (1.02.2021)
- Propunere legislativă privind modificarea Legii nr.96/2006 privind Statutul deputaților și al senatorilor (5.02.2021)

A fost speaker în cadrul Parliamentary Intelligence Security Forum în Washington DC, reprezentând România în cadrul panelului privind războiul din Ucraina.                                                  

În martie 2024, Cristian Băcanu alături de deputatul PSD Florin Manole au depus în Parlament un proiect legislativ care prevede creșterea drastică a pedepselor pentru traficul de persoane și pornografie infantilă. 
„Ce îmi doresc eu? Vreau să-i descurajăm pe toți cei care au impresia că pot să profite de cei vulnerabili, să vândă și să cumpere oameni ca și cum ar fi bunuri și să se îmbogățească de pe urma suferinței provocate altora. Îmi doresc ca traficanților să le fie frică de rigoarea legii și de consecințele la care se supun în momentul în care decid să o încalce. În definitiv, în calitate de om politic, îmi doresc să oferim procurorilor și polițiștilor mijloacele necesare pentru a lupta contra infracțiunilor de trafic de persoane și a criminalității organizate”, a mai explicat Băcanu.                                           
În decembrie 2023, a depus mărturie în Congresul statului american Arizona, pledând pentru deschiderea unui birou de reprezentare care constituie ,,prima reprezentanță economică a unui stat american în Europa Centrală și de Est". 
“Am depus mărturie în Congresul statal, unde am prezentat cauza României, alături de primarul sectorului 6, Ciprian Ciucu, pe care l-am invitat să mă însoțească în Phoenix încă din luna noiembrie. Drumul până aici a fost complicat dar plin de satisfacții. În august i-am cunoscut la Londra pe reprezentanții statului Arizona, membri ai Comisiei de Comerț Internațional. De atunci, am discutat în mod constant despre țările noastre și am încercat să găsim modalități prin care cele două state să devină și mai apropiate. Așa s-a concretizat ideea deschiderii unei reprezentanțe economice la București. În luna septembrie, am organizat pentru prietenii americani mai multe întâlniri la București și am lucrat împreună cu deputatul David Cook, președintele Comisiei de Comerț Internațional din Parlamentul statal strategia de urmat. Un moment important a fost atunci când Ciprian Ciucu a venit alături de noi. Împreună cu parlamentarii din Arizona am agreat ca reprezentanța economică să fie amplasată în sectorul 6″, a detaliat Cristian Băcanu, pe pagina sa de Facebook.                               
În martie 2023, a declarat că nu va vota pragul de 250.000 de lei pentru abuzul în serviciu în forma adoptată de Senat. 

În decembrie 2022, a condamnat decizia Austriei de a se opune prin veto aderării României la spațiul Schengen, acuzând acest stat că este un ,,hub al serviciilor secrete ale Moscovei”.
,,Unii pot considera afirmația mea hazardată dar, dacă ne facem temele și răsfoim informațiile publice pe internet, descoperim că BVT (fostul serviciu de intelligence al Austriei) a fost considerat o vulnerabilitate majoră a Europei în materie de securitate printr-un raport de audit al Clubului de la Berna (comunitatea de intelligence europeană) prin care se arăta, printre altele, că BVT folosea un antivirus rusesc, faimosul Kaspersky pentru a proteja bazele sale de date cu informații aflate pe servere conectate la internet. Este chiar atât de greu să înțelegem cât de mare era și este breșa de securitate austriacă?” a declarat deputatul într-un editorial pentru Digi24.ro
Este inițiatorul programului Transatlantic Leaders Fellowship, dedicat tinerilor pasionați de politică, diplomație, relații internaționale și afaceri transatlantice.
,,Din dorința de a sprijini formarea unei noi generații de lideri politici, care să contribuie la afirmarea țării noastre în comunitatea euro-atlantică, alături de echipa cabinetului parlamentar, deputatul Cristian Băcanu anunță lansarea programului de fellowship pentru tineri Transatlantic Leaders Fellowship, ediția pilot. Acest program de fellowship este dedicat studenților care doresc să învețe mai multe, de la profesioniști în domeniu din Europa și SUA, despre idei și curente politice, afaceri externe, relații internaționale și economie. Timp de trei luni, aceștia vor avea oportunitatea să se întrunească cu experți, să discute, să dezbată și să învețe noțiuni noi, dar și să asiste la activitățile parlamentare specifice", anunță parlamentarul PNL. 
La momentul creării coaliției dintre PNL și PSD în 2021, Băcanu s-a opus cu fermitate acestei asocieri. Cu privire la miniștrii PSD, acesta a avut o serie de poziții de condamnare a măsurilor acestora în domeniul economic. El îi acuza pe Adrian Câciu, ministrul de Finanțe, și PSD de promovarea unor ”politici socialiste”, îndreptate împotriva întreprinzătorilor.

Din poziția de secretar de stat în Ministerul Justiției, a susținut modernizarea legislației în domeniu. A fost unul dintre cei mai vocali parlamentari PNL pe tema desființării SIIJ:
"Printr-un comunicat al Curtii de Justitie a Uniunii Europene se confirma ceea ce am afirmat in repetate randuri: infiintarea SIIJ contravine dreptului Uniunii Europene, in masura in care nu exista o justificare obiectiva care sa justifice reglementarea unei astfel de institutii si, cu atat mai mult cu cat nu exista garantii care sa asigure ca reglementarea de infiintare a sectiei nu este perceputa ca un instrument de presiune asupra judecatorilor si procurorilor. Justificare pentru infiintarea sectiei nu exista. In schimb exista numeroase sesizari ale procurorilor si judecatorilor care se simt direct vizati de infiintarea, de catre tandemul Dragnea-Toader, a SIIJ”. 
Ca avocat, s-a remarcat ca apărător într-o serie de procese,  printre care cel deschis de un pacient care nu putea supraviețui fără un tratament post-operator și căruia Ministerul Sănătății (condus de Sorina Pintea-PSD) și CNAS refuza să il asigure gratuit la domiciliu. De asemenea, a oferit asistență juridică pro bono protestatarilor victime ale agresiunilor Jandarmeriei Române în 10 August și a notificat Parlamentul European să rectifice o eroare de traducere care a îngărdit, timp de aproape 10 ani, dreptul pasagerilor români de a putea cere daune companiilor aeriene în cazul unor întârzieri, anulări de curse, redirecționări sau refuzuri de îmbarcare. 
A reprezentat cu succes Star Taxi App în procesul împotriva Consiliului General al Municipiului București cu privire la hotărârea prin care era interzisă funcționarea aplicațiilor agregatoare Star Taxi si Clever Taxi.